# ジョエル・クッパーマン
ジョエル・ジェイ・クッパーマン（Joel J. Kupperman, 1936年5月18日 - 2020年4月8日）は、コネチカット大学の哲学教授。
人生において最も取り組むに値する価値観を扱った哲学書『Six Myths about the Good Life』が人気を博した。一般には、ラジオ・テレビ番組「Quiz Kids」に出演する若き数学の達人として知られる。

## 解説
複雑な計算を「頭の中で」素早く計算する能力で、視聴者を驚かせた。また、一般常識にも長けており、同番組で毎週行われるコンテストで優勝することもしばしばあった。1944年の映画『Chip Off the Old Block』（ドナルド・オコナー、ペギー・ライアン、アン・ブライス出演）では、クッパーマンが「Quiz Kids」グループの代表として出演している。
「Quiz Kids」の番組では当初、当時7歳だったクッパーマンは舌足らずに話し、その初々しさによって視聴者に親しまれた。 あるエピソードでは、クッパーマンは「頭の中で」どんな数字でも99倍にする能力を披露した。どうやったらこんなことができるのかと聞かれたとき、彼は「It's a theequit twick.」〔「secret trick」（秘密のトリック）と言うところが、舌足らずのため「theequit twick」と発音された〕と答えた。「秘密のトリックってなんだい？」という質問には、与えられた数字を100倍して、その合計から元の数字を引いて正解にすればよい、と説明した。

## 経歴
クッパーマンは16歳でシカゴ大学に入学し、学士号と修士号を取得した。「Quiz Kids」の天才として有名だったため、他の学生からいじめられることもあった。在学中にアジア哲学に関心を抱き始めていたところ、メンターだったシカゴ大学の客員教授から、米国を離れるよう勧められた。その後イギリスに渡ってケンブリッジ大学に入学し、哲学の博士号を取得した。1960年にコネチカット大学で教鞭をとり始め、1972年に正教授となる。
ニューヨーク大学で教鞭をとる著名な歴史家・作家のカレン・オーダール・クッパーマンと結婚した。夫妻は二人の子どもをもうけた。
著名な漫画家のマイケル・ジョエル・クッパーマンと、医療ジャーナリストで『Eli Healthcare』編集者のチャーリー・アンダース・クッパ―マンである。 クッパーマンはユダヤ人である。
2018年、サイモン＆シュスター社から息子のマイケル・クッパーマンの作品『All the Answers』が出版された。父ジョエルが知名度を獲得した後に、表舞台から姿を消した過程について描いたグラフィック・メモワールである。
クッパーマンは2020年4月8日、ニューヨークのブルックリンでCOVID-19の合併症で死亡した。83歳であった。